# 普通鸕鶿

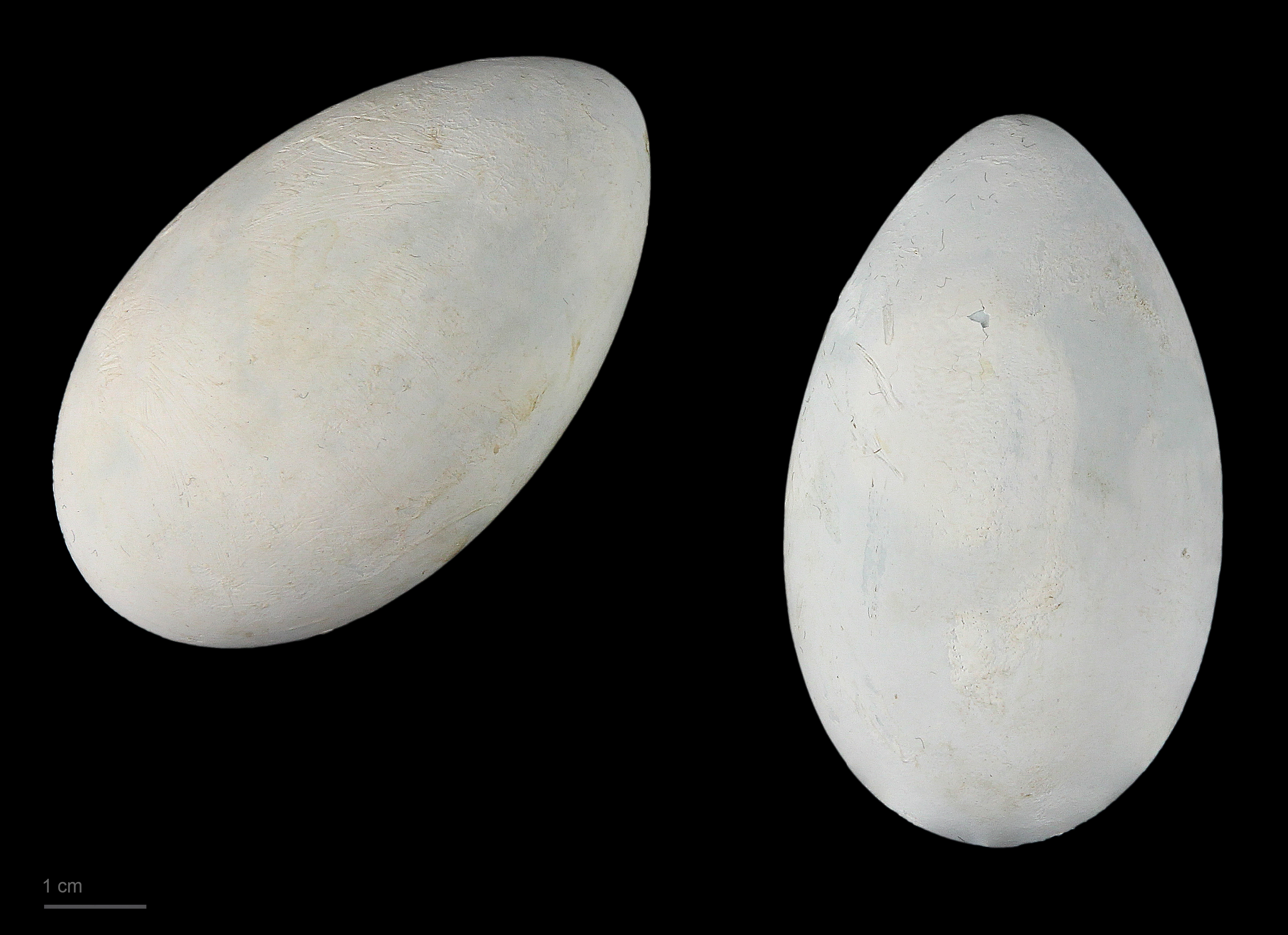
普通鸬鹚的卵

鸕鶿（學名：Phalacrocorax carbo），別名鷺鶿、川鵜、水老鴉、魚鷹、鷧、烏鬼，是一種廣泛分佈的鸕鶿屬海鳥。
普通鸕鶿主要生活在舊大陸和北美洲東海岸，一般在懸崖上或樹上作窩，但是越來越多地也在内陸生活。在海草和嫩枝達成的窩裏一次下3至4枚蛋。

## 生态环境
在水里追逐鱼类，經常潛泳，亦常停栖在岩石或树枝上晾翼；非常合群，常列排飛行。

## 分布地域
北美洲东部沿海、欧洲、俄罗斯南部、西伯利亚南部、非洲西北部及南部、中东、亚洲中部、印度、中国、东南亚、澳大利亚、新西兰。

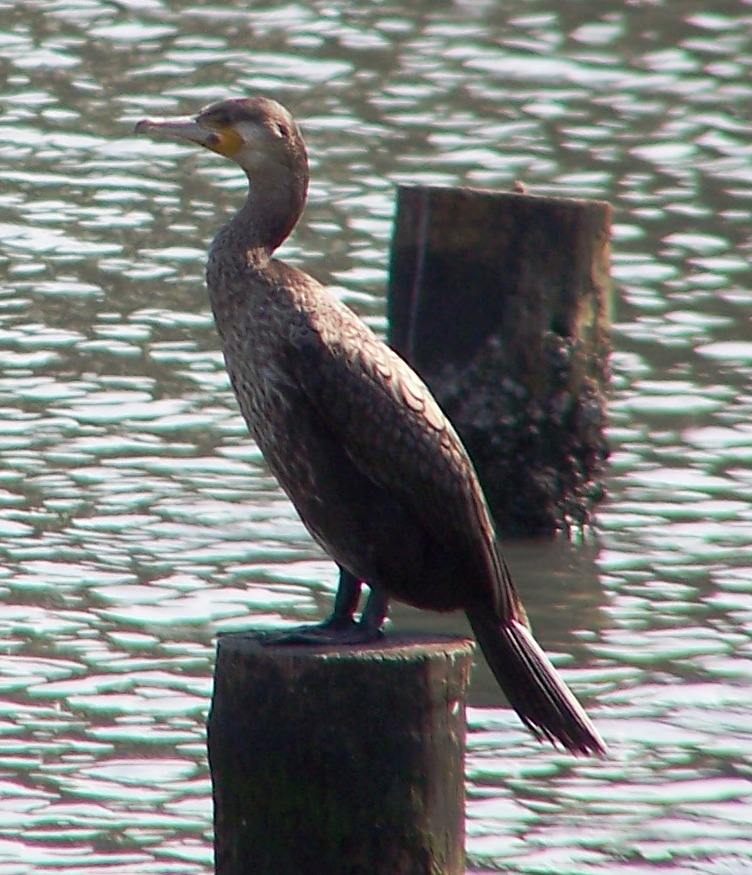
普通鸬鹚的幼鸟

## 特征
体长90厘米，有偏黑色闪光，嘴厚重，脸颊及喉白色。繁殖期颈及头饰以白色丝状羽，两胁具白色斑块。幼鸟：深褐色，下体污白。 虹膜为蓝色；喙为黑色，下嘴基裸露皮肤黄色；脚为黑色。

## 食物

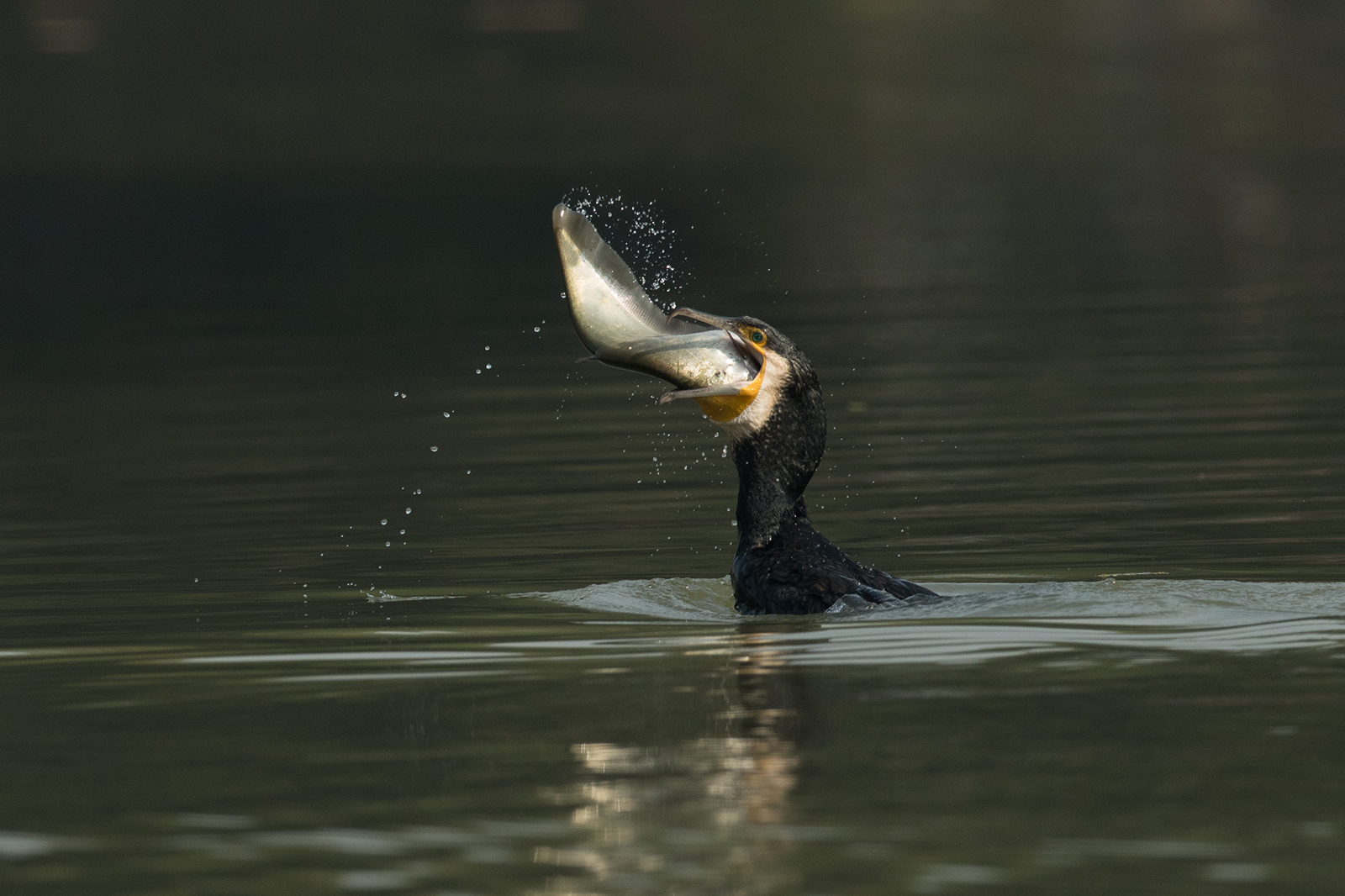
鸕鶿試圖吞下一條魚

這種鳥類以潛水鱼类为食。它們能在水下待28秒左右，下潛深度在5.8（19英尺）左右。其捕食地區約60%都在底栖带。

## 繁殖
繁殖于湖泊中砾石小岛或沿海岛屿。
- 中国與日本的部分渔民训练它们捕鱼（參見鸕鶿捕魚）。

## 鸕鶿的捕鱼訓练
當鸕鶿幼雛60日齡左右，就可讓其下水。100日齡後逐漸讓其跟隨成年鸕鷀學習捕魚。150日齡後就可逐漸進行正常捕魚。訓練捕魚時，需用莎草、藁草或別的草莖做成的圈環（也可用特製銅環）套上鸕鷀頸上，使其只能吞下小魚，不能吞下比較大的魚。當鸕鷀每次捕到大魚時．取下魚後應喂上1條小魚以資鼓勵，使其多下水捕魚。開始訓練也可先用很多的繩子縛在鸕鷀的腳上，繩的另一端縛在河港的岸邊，把釆鸕鷀到水裏，叫鸕鷀入水捉魚，等捉到了魚， 馴練的人，口裏發出特別的叫聲，將鸕鷀叫回岸上來，再用小魚喂給它吃。吃過以後，再趕到水裏去，叫牠去捕魚。 這樣天天訓練，大約經過一個月，便可用一隻小船，讓鸕鷀站在兩邊船舷上，再把船搖到一定的地方，把牠趕下水去捉魚。這樣訓練一個多月，就可以完全馴服，聽漁人指揮。

## 外部連結
- 鸕鷀鳴聲(1) （页面存档备份，存于）香港觀鳥會鳥鳴集
- 鸕鷀鳴聲(2) （页面存档备份，存于）香港觀鳥會鳥鳴集

- 維基物種上的相關：鸕鷀